# 薛世雄
薛 世雄（せつ せいゆう、555年 - 617年）は、中国の隋の軍人。字は世英。本貫は河東郡汾陰県。

## 経歴
北周の涇州刺史の薛回（字は道弘）の子として生まれた。17歳のとき、北周の武帝の下で北斉を討ち、功績により帥都督に任じられた。隋の開皇年間、数々の戦功により、儀同三司・右親衛車騎将軍に累進した。604年、煬帝が即位すると、番禺の少数民族たちが叛いたため、世雄が鎮圧にあたった。右監門郎将に転じた。煬帝に従って吐谷渾を討ち、位は通議大夫に進んだ。
世雄は清廉謹直で、戦場で勝利をおさめても略奪や横領をおこなわなかったので、煬帝に賞賛された。煬帝は群臣の前で世雄を好人として挙げ、右翊衛将軍に任じた。
608年、世雄は玉門道行軍大将となり、突厥の啓民可汗とともに伊吾を攻撃することとなった。世雄の兵が玉門関に到着したが、啓民可汗は盟約に反してやってこなかったので、世雄は孤軍で莫賀延磧を越えて伊吾に向かった。伊吾は隋軍がやってこれないものと考えて、迎撃の準備を整えておらず、世雄の兵が磧を越えてきたのを知ると、軍門に牛酒を捧げて降伏を願い出た。世雄は漢の旧伊吾城の東に城を築いて、新伊吾と名づけ、銀青光禄大夫の王威を留めて、帰還した。煬帝は喜び、世雄の位を正議大夫に進めた。
612年の隋の高句麗遠征においては、世雄は沃沮道軍将となり、宇文述とともに平壌で敗れた。撤退して白石山に到着したが、高句麗軍の重囲の下に陥った。世雄は疲弊した軍に方陣を布かせ、精鋭の騎兵200を選び、高句麗軍のややひるんだ隙に縦撃を加えて、包囲を突破して帰還した。敗戦の責任を問われて免職された。613年、煬帝が第二次高句麗遠征の軍を起こすと、世雄は右候衛将軍として再び起用され、軍を率いて蹋頓道に進んだ。軍が烏骨城に到着したとき、楊玄感の乱の報が入り、軍を返した。煬帝が柳城に到着すると、世雄は東北道大使となり、涿郡太守を代行して、懐遠鎮に駐屯した。世雄は十二郡の兵馬を発して突厥を攻撃し、塞外を巡って帰還した。614年、煬帝が第三次高句麗遠征の軍を起こすと、世雄は左禦衛大将軍となり、涿郡留守を兼ねた。617年、李密が東都（洛陽）に迫ると、世雄は命を受けて涿郡の兵を集めて李密を討つこととなった。世雄が河間城にいたり、河間城の南に大軍を駐屯させると、竇建徳を討とうとした。竇建徳は精鋭数百を集め、先手を取って夜襲を仕掛けた。ときに霧が濃く、軍の統率も取れず、状況も把握できないまま、大軍があだとなって世雄は大敗した。世雄と側近の数十騎は河間城に逃亡した。世雄は発病して涿郡に帰り、まもなく死去した。享年は63。
子に薛万述・薛万淑・薛万均・薛万徹・薛万備があって、ともに武名で知られた。

## 伝記資料
- 『隋書』巻65 列伝第30
- 『北史』巻76 列伝第64